# کستالیا (کارولینای شمالی)
کستالیا (به انگلیسی: Castalia) شهری در ایالت کارولینای شمالی کشور ایالات متحده آمریکا است که جمعیت آن در سرشماری سال ۲۰۱۰ میلادی، ۲۶۸ نفر بوده‌است.